# 기도 부흐발트
기도 울리히 부흐발트(독일어: Guido Ulrich Buchwald, 1961년 1월 24일, 서베를린 ~)는 은퇴한 독일의 축구 수비수로, 현재 슈투트가르트 키커스의 스포르팅 디렉터를 맡고 있다.
부흐발트가 임한 최고의 경기는 1990년 FIFA 월드컵으로 보여지는데, 그는 효과적으로 뛰어난 기술을 지닌 디에고 마라도나를 마킹하였고, 그에 따라 "디에고"라는 별명을 얻었다. 그는 실망스러운 성적을 낸 독일의 1994년 FIFA 월드컵 선수단 일원이기도 했다.

## 경력
부흐발트는 1983년에 슈투트가르트에서 프로 축구 경력을 시작하였다. 그는 이 클럽에서 325번의 독일 분데스리가 경기에 출전하여 28골을 득점하였다. 그의 현역 시절 암흑기는 1986년으로, 그는 프란츠 베켄바워에 의해 멕시코에서 열리는 1986년 FIFA 월드컵의 선수단에서 제외되었다. 그러나, 그는 4년 후 우승을 거둔 이탈리아에서의 1990년 FIFA 월드컵에 참가했었다.
같은 해, 슈투트가르트는 FC 바이에른 뮌헨과의 DFB-포칼 결승전에서 패하였고, 1989년에는 UEFA컵에서 준우승을 거두었으나, 두 차례 (1984, 1992) 독일 리그 우승을 거두었다.
그가 분데스리가에서 개인적으로 정점을 찍은 시기는 1991-92 시즌의 최종전으로, 그는 레버쿠젠을 상대로 경기 종료 6분을 남겨놓고 결승골을 득점해 슈투트가르트에게 마이스터샬레를 가져다 주었다.
1994년, 그는 일본 클럽 우라와 레드 다이아몬드와 계약하였고, 1998년에 독일로 유턴하여 카를스루에가 강등을 면하게 하였다. 그는 1시즌 뒤에 클럽의 2부리그 강등을 막는데 실패하였고, 시즌 직후 은퇴하였으나, 스포르팅 매니저로 클럽에 계속 남았다.

## 은퇴 후
슈투트가르트 키커스 (또다시 스포르팅 디렉터로 역임) 에 잠시 머물렀던 그는 일본에 복귀하여 그의 친정팀 사령탑을 맡았다. 그는 팀을 리그 정상으로 이끌었다.
부흐발트는 독일로 돌아와 알레마니아 아헨의 감독이 되었다. 감독 재임 5개월 만인 2007년 11월 26일, 그는 감독직에서 해고를 당했다.
2010년 11월 1일, 부흐발트는 슈투트가르트 키커스에 복귀하여 1군을 관리하는 보드진이 되었다. 2012년 11월, 디어크 슈스터를 경질한 후, 그는 감독 대행이 되었고, 이 직위를 게어트 다이스가 몇달 후 감독으로 취임하기 전까지 맡았다.

## 경력 통계

### 클럽
| 클럽    | 클럽                   | 클럽           | 리그 | 리그 | 컵       | 컵       | 리그컵       | 리그컵       | 합계 | 합계 |
| 시즌    | 클럽                   | 리그           | 출장 | 골   | 출장     | 골       | 출장         | 골           | 출장 | 골   |
| 독일    | 독일                   | 독일           | 리그 | 리그 | DFB-포칼 | DFB-포칼 | DFB-리가포칼 | DFB-리가포칼 | 합계 | 합계 |
| ------- | ---------------------- | -------------- | ---- | ---- | -------- | -------- | ------------ | ------------ | ---- | ---- |
| 1979–80 | 슈투트가르트 키커스    | 2. 분데스리가  | 33   | 1    |          |          |              |              |      |      |
| 1980–81 | 슈투트가르트 키커스    | 2. 분데스리가  | 38   | 8    |          |          |              |              |      |      |
| 1981–82 | 슈투트가르트 키커스    | 2. 분데스리가  | 38   | 5    |          |          |              |              |      |      |
| 1982–83 | 슈투트가르트 키커스    | 2. 분데스리가  | 37   | 4    |          |          |              |              |      |      |
| 1983–84 | 슈투트가르트           | 분데스리가     | 34   | 3    |          |          |              |              |      |      |
| 1984–85 | 슈투트가르트           | 분데스리가     | 15   | 4    |          |          |              |              |      |      |
| 1985–86 | 슈투트가르트           | 분데스리가     | 32   | 1    |          |          |              |              |      |      |
| 1986–87 | 슈투트가르트           | 분데스리가     | 33   | 2    |          |          |              |              |      |      |
| 1987–88 | 슈투트가르트           | 분데스리가     | 30   | 1    |          |          |              |              |      |      |
| 1988–89 | 슈투트가르트           | 분데스리가     | 30   | 1    |          |          |              |              |      |      |
| 1989–90 | 슈투트가르트           | 분데스리가     | 28   | 5    |          |          |              |              |      |      |
| 1990–91 | 슈투트가르트           | 분데스리가     | 21   | 3    |          |          |              |              |      |      |
| 1991–92 | 슈투트가르트           | 분데스리가     | 37   | 5    |          |          |              |              |      |      |
| 1992–93 | 슈투트가르트           | 분데스리가     | 33   | 1    |          |          |              |              |      |      |
| 1993–94 | 슈투트가르트           | 분데스리가     | 32   | 2    |          |          |              |              |      |      |
| 일본    | 일본                   | 일본           | 리그 | 리그 | 천황배   | 천황배   | J리그컵      | J리그컵      | 합계 | 합계 |
| 1994    | 우라와 레드 다이아몬드 | J리그 디비전 1 | 20   | 2    | 3        | 0        | 2            | 0            | 25   | 2    |
| 1995    | 우라와 레드 다이아몬드 | J리그 디비전 1 | 51   | 4    | 3        | 0        | -            | -            | 54   | 4    |
| 1996    | 우라와 레드 다이아몬드 | J리그 디비전 1 | 24   | 3    | 4        | 0        | 12           | 0            | 40   | 3    |
| 1997    | 우라와 레드 다이아몬드 | J리그 디비전 1 | 32   | 2    | 0        | 0        | 6            | 0            | 38   | 2    |
| 독일    | 독일                   | 독일           | 리그 | 리그 | DFB-포칼 | DFB-포칼 | DFB-리가포칼 | DFB-리가포칼 | 합계 | 합계 |
| 1997–98 | 카를스루에             | 분데스리가     | 9    | 0    |          |          |              |              |      |      |
| 1998–99 | 카를스루에             | 2. 분데스리가  | 31   | 3    |          |          |              |              |      |      |
| 국가    | 독일                   | 독일           | 511  | 49   |          |          |              |              |      |      |
| 국가    | 일본                   | 일본           | 127  | 11   | 10       | 0        | 20           | 0            | 157  | 11   |
| 합계    | 합계                   | 합계           | 638  | 60   |          |          |              |              |      |      |

### 국가대표팀
| 독일 국가대표팀 | 독일 국가대표팀 | 독일 국가대표팀 |
| 연도            | 출장            | 골              |
| --------------- | --------------- | --------------- |
| 1984            | 3               | 0               |
| 1985            | 0               | 0               |
| 1986            | 7               | 0               |
| 1987            | 7               | 0               |
| 1988            | 6               | 0               |
| 1989            | 6               | 0               |
| 1990            | 12              | 0               |
| 1991            | 6               | 1               |
| 1992            | 13              | 1               |
| 1993            | 10              | 2               |
| 1994            | 6               | 0               |
| 합계            | 76              | 4               |

### 경력 통계
2012년 5월 11일 기준
| 팀                     | 취임             | 해임             | 기록 | 기록 | 기록 | 기록 | 기록   | 기록 |
| 팀                     | 취임             | 해임             | 전   | 승   | 무   | 패   | 승률 % |      |
| ---------------------- | ---------------- | ---------------- | ---- | ---- | ---- | ---- | ------ | ---- |
| 카를스루에             | 1999년 10월 16일 | 1999년 10월 24일 | 2    | 0    | 0    | 2    | 0.00   |      |
| 우라와 레드 다이아몬드 | 2004년 1월 1일   | 2006년 12월 31일 | 139  | 89   | 23   | 27   | 64.03  |      |
| 알레마니아 아헨        | 2007년 7월 1일   | 2007년 11월 26일 | 14   | 5    | 4    | 5    | 35.71  |      |
| 합계                   | 합계             | 합계             | 155  | 94   | 27   | 34   | 60.65  |      |

## 수상

### 선수 개인
- J리그 베스트 일레븐: 1995, 1996

### 감독 개인
- J리그 올해의 감독: 2006

### 선수 팀
- FIFA 월드컵: 1990
- 분데스리가: 1983-84, 1991-92

### 감독 팀
- J리그 디비전 1: 2006
- 천황배 전일본 축구 선수권 대회: 2005, 2006
- 제록스 슈퍼컵: 2006